# Clive Wright
Clive Wright (Jamaica, 18 de noviembre de 1965) fue un atleta jamaicano, especializado en la prueba de 4 x 100 m en la que llegó a ser medallista de bronce mundial en 1987.

## Carrera deportiva
En el Mundial de Roma 1987 ganó la medalla de bronce en los relevos 4 x 100 metros, con un tiempo de 38.41 segundos, llegando a la meta tras Estados Unidos y Reino Unido, siendo sus compañeros de equipo: John Mair, Andrew Smith y Ray Stewart.